# Zara (tvrtka)
Zara (španjolski izgovor: [ˈθaɾa]) je galicijska fast fashion (odjeća, obuća i modni dodaci) maloprodajna tvrtka sa sjedištem u Galiciji, Španjolskoj, točnije u općini Arteixo. Tvrtku su 1975. godine osnovali Amancio Ortega i Rosalía Mera, a ime je dobila po gradu Zadru (zbog toga što je A. Ortega bio na medenom mjesecu sa svojom suprugom u Zadru. Zara je glavna marka grupacije Inditex, najvećeg svjetskog trgovca odjeće. Grupacija također posjeduje i marke Massimo Dutti, Pull&Bear, Bershka, Stradivarius, Oysho, Zara Home te Uterqüe. Od 2017. godine, Zara godišnje na tržište stavi dvadeset kolekcija odjeće. Tvrtka trenutno posjeduje 2.266 prodavaonica diljem svijeta.

## Prodavaonice
Zara posjeduje više od 2.100 prodavaonica koje se nalaze u 88 zemalja svijeta. Tvrtka obično odabire najbolje i najskuplje lokacije na svijetu gdje otvara svoje najveće prodavaonice. Najistaknutije prodavaonice nalaze se u:
- New York Cityju (Peta avenija)
- Londonu (Oxford Street)
- Madridu (Calle Serrano)
- Rimu (Via del Corso)
- Parizu (Elizejske poljane)
- São Paulu (ulica Oscar Freire)
- Milanu (Galleria Vittorio Emanuele II)
- Sankt-Peterburgu (Nevski prospekt)
- Tokiju (Šibuja i Ginza)
- Seulu (Myeong-dong)
- Mumbaiju (fontana Flora)

Broj Zarinih prodavaonica u svakoj državi (ažurirano 30. studenog 2017.):
| Afrika - Alžir: 1 | Amerika - Paragvaj: 1 | Azija - NR Kina: 184 - Japan: 100 - Južna Koreja: 43 - Saudijska Arabija: 39 - Izrael: 24 - Indija: 20 - Indonezija: 17 - Hong Kong: 14 - Tajland: 11 - Ujedinjeni Arapski Emirati: 11 - Malezija: 10 - Singapur: 9 - Republika Kina: 9 - Filipini: 8 - Libanon: 7 - Kazahstan: 5 - Kuvajt: 5 - Katar: 5 - Jordan: 3 - Bahrein: 2 - Makao: 2 - Vijetnam: 2 - Oman: 1 | Europa - Crna Gora: 1 | Oceanija - Australija: 19 - Novi Zeland: 1 |